# Franco Seminara
Pour les articles homonymes, voir Seminara (homonymie).
Franco Seminara, né à Frameries le 18 janvier 1958, est un homme politique belge wallon, membre du Parti socialiste.

## Biographie
Franco Séminara naît à Frameries le 18 janvier 1958. De 2001 à 2003, il est l'ambassadeur de l'association Handicap International en Belgique.
De janvier à mai 2007, il est sénateur, élu par le collège électoral francophone, fonction qu'il occupera à nouveau de 2009 à 2010. De 2010 à 2014, il est membre de la Chambre des représentants.
De 2012 à 2018, il est membre du conseil municipal de Quaregnon.

## Détail des mandats
- De 2012 à 2018 : Conseiller communal de Quaregnon
- De 2001 à 2003: Ambassadeur de Handicap International en Belgique
- Du 11 janvier 2007 au 10 juin 2007 : sénateur élu directement
- Du 25 juin 2009 au 13 juin 2010 : sénateur élu directement, remplaçant Olga Zrihen[2]
- De juin 2010 à 2014 : député fédéral

## Distinctions
- Médaille d'argent de l'ordre de la Couronne (15 novembre 2007)
- Médaille civique de 2e classe (18 juillet 2005)